# Fantasi og Virkelighed
Fantasi og Virkelighed er en amerikansk stumfilm fra 1922 af Buster Keaton og Eddie Cline.

## Medvirkende
- Buster Keaton
- Renée Adorée
- Edward F. Cline
- Joe Keaton
- Joe Roberts